# Vitale Venzi
Vitale Venzi (Ponte in Valtellina, 14 dicembre 1903 – Treviglio, 16 luglio 1944) è stato un fondista, saltatore con gli sci e combinatista nordico italiano.

## Biografia
Nel 1927 ha partecipato ai Mondiali di Cortina d'Ampezzo, nel salto con gli sci, concludendo 6º.
L'anno successivo ha preso parte ai Giochi olimpici di Sankt Moritz 1928, in tre discipline: sci di fondo, salto con gli sci e combinata nordica. Nella prima ha partecipato alla 18 km, terminando 35º in 2h09'28", nella seconda ha concluso 13º con 15.750 punti, mentre nella terza è arrivato 20º con 10.416 punti.
Ai campionati italiani di salto con gli sci ha vinto 3 ori e 1 argento nel trampolino normale.